# Swedish Open 1984
Die Swedish Open 1984 im Badminton fanden vom 15. bis zum 18. März 1984 in Malmö, Schweden, statt.

## Finalresultate
| Disziplin    | Sieger                           | Finalist                         | Ergebnis           |
| ------------ | -------------------------------- | -------------------------------- | ------------------ |
| Herreneinzel | Jens Peter Nierhoff              | Sze Yu                           | 15:3, 10:15, 15:12 |
| Dameneinzel  | Fumiko Tōkairin                  | Kim Yun-ja                       | 6:11, 11:5, 12:10  |
| Herrendoppel | Park Joo-bong Kim Moon-soo       | Thomas Kihlström Stefan Karlsson | 15:8, 10:15, 15:8  |
| Damendoppel  | Kim Yun-ja Yoo Sang-hee          | Yoshiko Yonekura Atsuko Tokuda   | 15:11, 8:15, 15:9  |
| Mixed        | Thomas Kihlstrøm Maria Bengtsson | Dipak Tailor Gillian Gowers      | 15:6, 15:11        |